# Tommy Wright (football, 1963)
Pour les articles homonymes, voir Wright.
 Tommy Wright, né le 28 septembre 1963 à Ballyclare en Irlande du Nord, est un footballeur nord-irlandais devenu entraîneur de football spécialisé dans l’entraînement des gardiens de but.
Tommy Wright a joué 31 fois en équipe d'Irlande du Nord de football.
Après une carrière de gardien de but passé exclusivement dans des clubs du championnat anglais, Tommy Wright devient entraineur de football, d’abord en Irlande du Nord, dans les clubs de Ballymena United, Limavady United et Distillery FC puis dans le club anglais de Norwich City où il devient l’entraîneur des gardiens de but.
Le 27 février 2009, il est recruté par son ancien compagnon d’équipe nationale Michael O'Neill et devient l’entraineur des gardiens de but des Shamrock Rovers.
En juillet 2013, il devient entraîneur du Saint Johnstone dont il était l'entraîneur-adjoint depuis 2011 sous la direction de Steve Lomas. Il remporte la Coupe d'Écosse de football en 2014, soit le premier titre majeur du club. Il quitte Saint Johnstone le 2 mai 2020.